# Kaple svaté Hedviky Slezské (Visla)
Kaple svaté Hedviky Slezské (polsky: Kaplica św. Jadwigi Śląskiej) je kaple na svahu Zadního Gronu . Nachází se v komplexu prezidentského zámku ve Visle, okres Těšín, Slezské vojvodství.
Kaple je zapsána v seznamu kulturních památek slezského vojvodství pod číslem A-705/94 z 7. června 1994. a je součástí Stezky dřevěné architektury v Slezském vojvodství.

## Historie
Kaple sv. Hedviky Slezské byla postavena v blízkosti dřevěného loveckého zámku z roku 1906. Zámek v roce 1927 vyhořel a na jeho místě byl postaven nový zděný v letech 1929–1930. Kaple byla postavena na žádost kněžny Isabely manželky Bedřicha knížete těšínského. Kaple byla nejdříve postavena v Przyszkowicích na území tehdejšího německého císařství místními tesaři, pak byla rozebrána a přenesena do Visly a smontována. Po první světové válce byl zámek s kaplí předán k užívání polským prezidentům. Od začátku druhé světové války až do osmdesátých let 20. století nebyla kaple využívána. Její činnost byla obnovena v roce 2002 díky zásluze prezidenta Alexandra Kawaśniewského. Kaple byla restaurována a v roce 2005 byla znovu vysvěcena. V roce 2004 byla v blízkosti kaple postavena desetimetrová zvonice se třemi zvony. Kaple slouží jak církvi římskokatolické tak evangelické církvi augsburského vyznání.

## Architektura
Kaple je postavena ve stylu alpských dřevěných staveb. Architektem byl dvorní architekt těšínské komory Albin Theodor Prokop. Kaple je orientovaná jednolodní stavba rámové konstrukce usazené na kamenné podezdívce. Kněžiště je nižší a užší než loď, zakončeno polygonálně. Sakristie se nachází na severní straně kněžiště. Střecha lodi a kněžiště je krytá dřevěnou šindelovou sedlovou střechou. Nad průčelím se tyčí věžička s jehlanovou střechou. Okna obdélníková zakončena půlkruhovým záklenkem, výplň oken tvoří barevné vitráže.

## Interiér
V kněžišti se nachází oltář z první poloviny 17. století v manýristickém slohu. V jeho centrální části je obraz Křížová cesta z roku 1683. Nad ním je obraz Nanebevnesení a korunovace Panny Marie. Barokní oltář z roku 1895 byl zakoupen donátorem diecézního těšínského muzea, pochází ze zaniklého kostela v Bystřici. V kapli je socha sv. Hedviky Slezské, dar Jolanty Kwaśniewké a křtitelnice, dar prezidenta Alexandra Kawaśniewského. Nad křtitelnicí je malý krucifix, dar Marie Kaczyńské. V lodi se nachází krucifix z první poloviny 17. století a obraz Svatá rodina z počátku 17. století. Autoři obrazů a krucifixu jsou pravděpodobně umělci ze Slezska a Čech. Na hudební kruchtě se nachází harmonium z roku 1926 od firmy Magnus Hofberk z Lipska, které darovala farnost evangelické církve augsburského vyznání ve Visle Czarne.

## Zvonice
Zvonice byla postavena v roce 2004. Je vysoká deset metrů a jsou v ni zavěšeny tři zvony o hmotnosti 420 kg, 260 kg a 190 kg. Zvony ulila zvonařská dílna Felczyńských z Taciszówa.

## Galerie

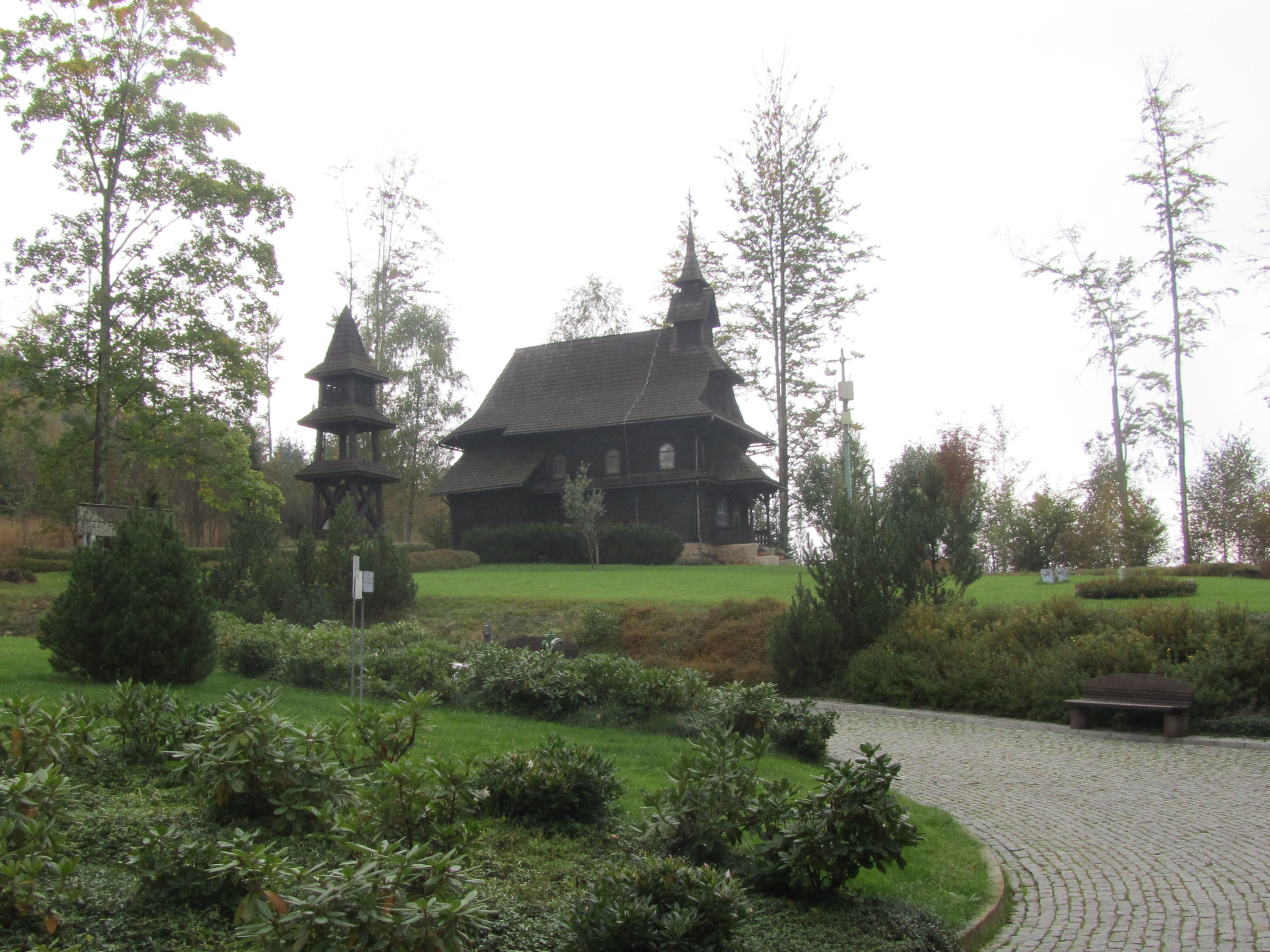
Kaple se zvonicí
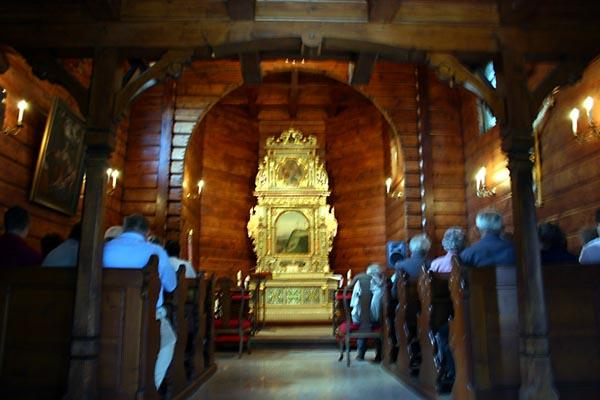
Pohled do kněžiště
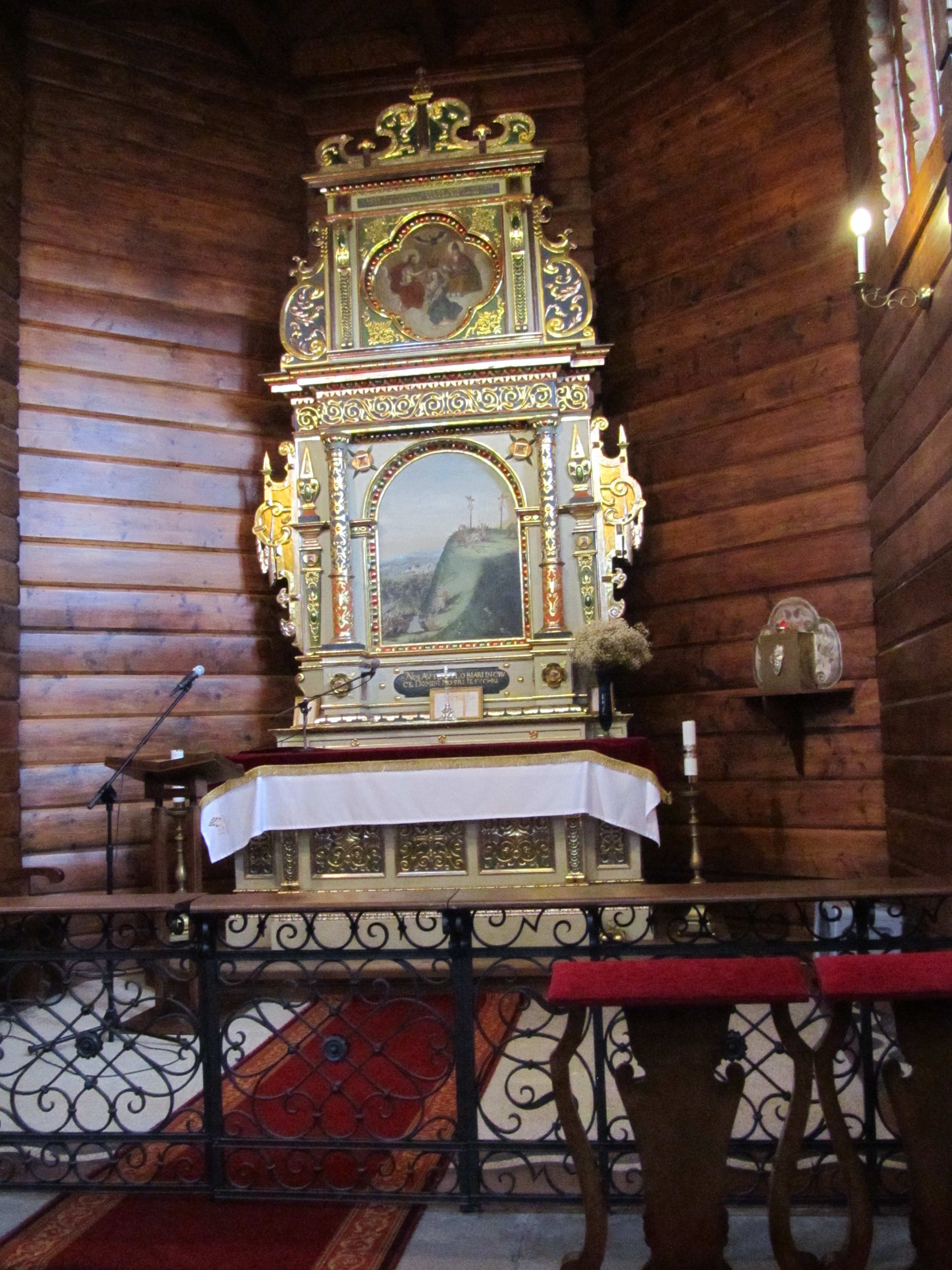
Oltář
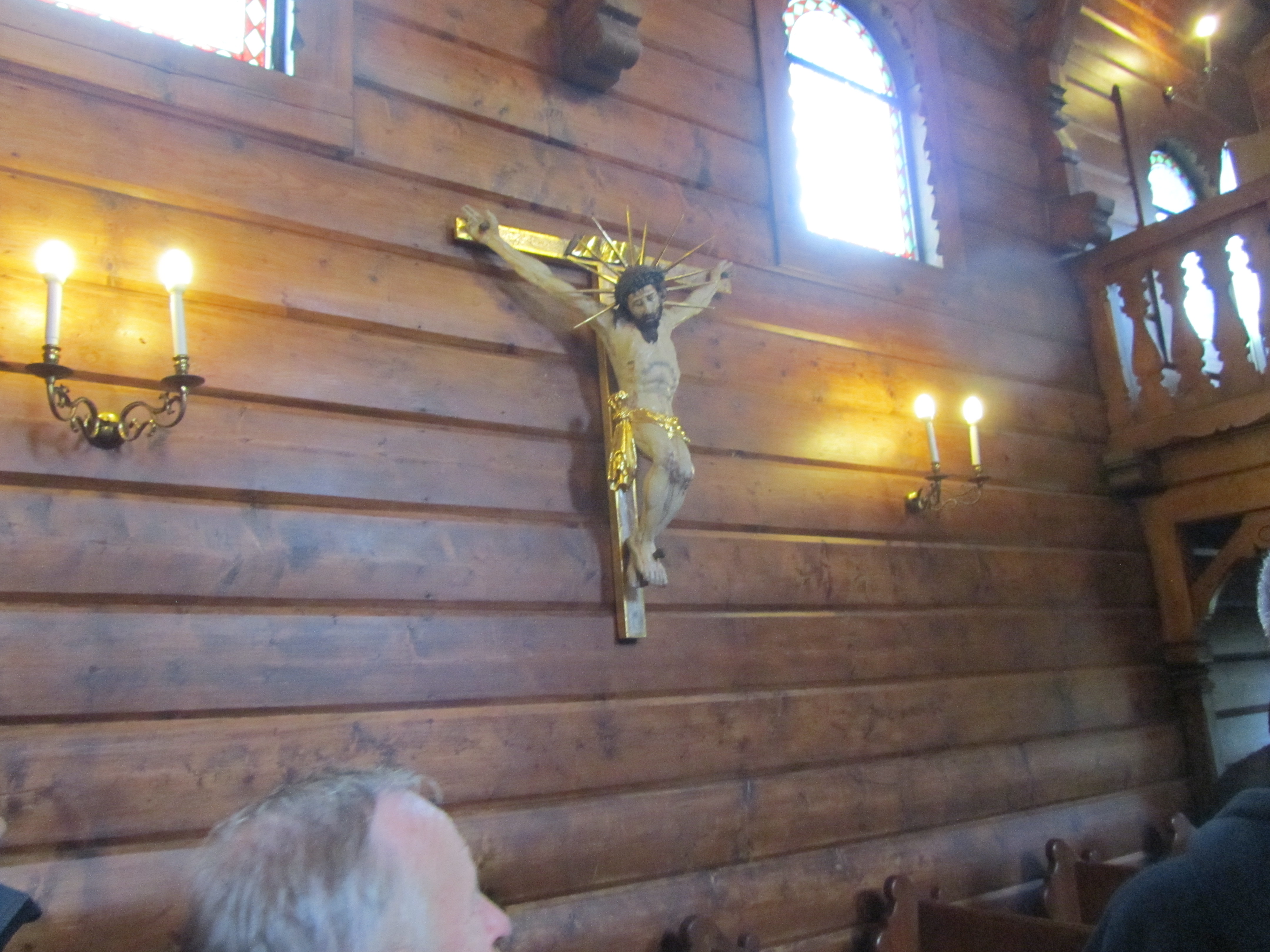
Krucifix v lodi kaple